# Pasquale Nicoscia
Pasquale Nicoscia, detto Macchietta (Isola di Capo Rizzuto, 23 aprile 1957), è un mafioso italiano, appartenente alla 'Ndrangheta.

## Biografia
Esponente di spicco della cosca dei Nicoscia e incluso dalla Direzione centrale della polizia criminale nell'elenco dei latitanti di massima pericolosità, è stato in seguito inserito nella lista dei latitanti più ricercati d'Italia. È stato arrestato nel settembre del 1996 per reati plurimi di associazione di tipo mafioso.